# Неустановленное лицо
«Неустановленное лицо» — советский фильм 1990 года режиссёра Натальи Збандут по одноимённому роману Сергея Устинова.

## Сюжет
В заброшенном доме обнаружен труп молодой красивой женщины. В ней опознают журналистку Ольгу Троепольскую. Сослуживцы рассказывают, что в последнее время она вела себя необычно, не похоже на себя. В квартире журналистки разгром, пропал дневник, зато при обыске в тайнике находят старинный медальон-миниатюру. Выясняется, что у Троепольской был роман с антикваром, а также она недавно вела переговоры с историческим музеем о передаче в дар ценной коллекции миниатюр, принадлежащей некой старушке. В найденной на месте убийства сумке вместе с журналистским удостоверением Троепольской находят наркотики, обследование трупа показывает, что женщина, чей труп найден — наркоманка. Но Троепольская не могла принимать такие наркотики — у неё была операция… следов от которой нет на найденном трупе.
Флешбек: случайно встречаются две девушки — абсолютно похожие друг на друга, как двойняшки. Одна из них — журналистка Ольга, другая — проститутка и наркоманка Шу-Шу.
Ольга, скрывая, что она журналистка, и думая получить интересный материал для статьи, заводит близкое знакомство с Шу-Шу…

## В ролях
- Елена Майорова — Ольга Троепольская, журналистка / Саша «Шу-Шу», проститутка
- Владимир Пучков — Александр Невмянов, следователь[уточнить], капитан милиции
- Александр Негреба — Стас Северин, следователь[уточнить]
- Валерий Матвеев — Дмитрий Балакин, следователь[уточнить]
- Алексей Борзунов — Комаров, старший следователь[уточнить]
- Владимир Качан — Альберт Горохов, торговец антиквариатом
- Николай Смирнов — Иван Данилович Копцов, самогонщик, скупщик краденого
- Андрей Болтнев — Виктор Павлович Данилевский, мошенник по кличке «Луна»
- Сергей Сенин — сутенёр «Рыло»
- Нина Маслова — Лариса
- Игорь Ясулович — заведующий отделом редакции
- Тамара Яценко — врач

## Съёмки
Место съёмок — город Одесса.
По изначальной задумке режиссёра у героинь, которых играет одна актриса, должен быть разный голос, но актриса Елена Майорова настояла озвучить обе роли: «Я отказалась: только обеих! Вот где можно наиграться голосом! И озвучила по-разному».

## Критика
Фильм был признан неудачным, несмотря на хорошую игру исполнительницы главной роли Елены Майоровой:

Картина «Неустановленное лицо» — на редкость слабая и невнятная. На этот раз и Майорова не спасла ни сценария, путанного и вместе с тем прямолинейного, заимствованного абсолютно во всём.— киновед Эльга Лындина

Какое огромное количество фильмов начинается с того, что где-то в развалинах (в лесу, в поле) обнаруживают труп молодой красивой женщины. А далее следуют различные варианты старых историй. Но как редко эти сюжеты поражают изобретательностью и новизной. Видимо, авторы подобного рода картин полагают, что жанр сам по себе не сработает. Ан нет. Что и случилось с фильмом Одесской киностудии, поставленным режиссёром Натальей Збандут. В нём, несмотря на все признаки детектива, на интригу, построенную на сходстве двух главных женских персонажей (их играет одна актриса), остается ощущение чего-то знакомого, что мы уже видели. Но расхожесть и живучесть этого жанра, независимо от качества картины, обеспечивают ей более или менее сносную жизнь в прокате. Но не в памяти и в душах зрителей.— журнал «Вестник», 1997